# Escola jônica

Mapa da antiga Jônia, no lado oriental do mar Egeu.

A escola jônica foi uma escola localizada na cidade de Mileto, na Jônia, nos séculos VI e V a.C.. Embora a Jônia tenha sido o centro da filosofia ocidental, os filósofos que ela produziu, incluindo Tales, Anaximandro, Anaximenes, Heráclito, Anaxágoras, Arquelau e Diógenes de Apolônia, tinham pontos de vista tão divergentes que não se pode dizer que tenham pertencido, stricto sensu, a uma escola filosófica específica. Aristóteles os chamou de physiologoi, significando "aqueles que discursavam sobre a natureza", porém jamais os classificou numa "escola jônica". A classificação foi feita pela primeira vez por Sócion, historiador da filosofia do século II. Por vezes são designados como cosmologistas, já que quase todos eram fisicalistas que tentavam explicar a natureza da matéria.
Enquanto alguns dos filósofos classificados nesta escola também são incluídos na escola milésia de filosofia, outros têm uma classificação mais problemática.
A maior parte dos cosmologistas acredita que embora a matéria possa mudar de uma forma para outra, toda a matéria tem algo em comum, inalterável. Não concordavam no que seria isto, partilhado por todas as coisas, e nem faziam experimentos para descobrir, mas utilizavam-se da racionalização abstrata, no lugar da religião ou da mitologia, para se explicar, tornando-se assim os primeiros filósofos da tradição ocidental.
Filósofos posteriores ampliaram seus estudos, incluindo outras áreas do pensamento. A escola eleática, por exemplo, também estudava a epistemologia; os jônicos, no entanto, foram o primeiro grupo de filósofos a se ter notícia, e daí vem sua importância histórica.